# Duncan Hamilton
Duncan Hamilton, född 30 april 1920 i County Cork på Irland, död 13 maj 1994 i Sherborne, Dorset, var en brittisk racerförare.

## Racingkarriär
Hamilton började köra Grand Prix racing med en Maserati 6CM 1948, med en tredjeplats på Zandvoort samma år som bästa resultat. Han körde även fem formel 1-lopp under säsongerna 1951 till 1953.
Hamilton körde även sportvagnsracing, bland annat alla Le Mans-lopp mellan 1950 och 1958. 1953 vann han loppet tillsammans med Tony Rolt.
1958 avslutade Hamilton sin förarkarriär för att ägna sig åt sin verkstad och bilförsäljning.

## F1-karriär
| Säsong | Stall/Tillverkare             | Poäng | Placering |
| ------ | ----------------------------- | ----- | --------- |
| 1951   | Duncan Hamilton (Talbot-Lago) | 0     | -         |
| 1952   | HWM-Alta                      | 0     | -         |
| 1953   | HWM-Alta                      | 0     | -         |